# Volcán Tupungatito
El Tupungatito es un volcán activo que se sitúa en la cordillera de los Andes, en la frontera de Argentina (Provincia de Mendoza) y Chile (Región Metropolitana de Santiago) a 8 km al sudoeste del volcán Tupungato.
Sus últimas erupciones fueron fechadas en 1959, 1960, 1964, 1980 y 1986. Desde agosto de 2021 volvió a tener actividad aunque se descartó una escalada de riesgos: «una erupción no se ve cercana en el tiempo».